# Nerterhaptomenus morus
Nerterhaptomenus morus là một loài ruồi trong họ Asilidae. Nerterhaptomenus morus được Hardy miêu tả năm 1934. Loài này phân bố ở miền Australasia.